# Provincia Sivas
Provincia Sivas este o provincie a Turciei cu o suprafață de 28,488 km², localizată în partea estică a regiunii Anatolia Centrală. Este a doua provincie ca mărime din Turcia.

## Districte
Sivas este divizată în 17 districte (districtul capitală este subliniat): 
- Akıncılar
- Altınyayla
- Divriği
- Doğanșar
- Gemerek
- Gölova
- Gürün
- Hafik
- İmranlı
- Kangal
- Koyulhisar
- Șarkıșla
- Sivas
- Sușehri
- Ulaș
- Yıldızeli
- Zara